# Turó de les Bruixes
El Turó de les Bruixes és una muntanya de 1.207 metres que es troba entre els municipis de la Guingueta d'Àneu i de Llavorsí, a la comarca del Pallars Sobirà.